# Peder Villadsen (biskop)
 For alternative betydninger, se Peder Villadsen. (Se også artikler, som begynder med Peder Villadsen)
Peder Villadsen (8. marts 1610 i Viborg – 22. februar 1673), var en dansk biskop, søn af Villads Nielsen Brøns.
Villadsen spillede en betydelig rolle ved stændermødet 1660. Han, som dengang var sognepræst ved Sankt Mikkels Kirke i Slagelse, var biskop Svanes gode ven, og under mødet var han den gejstlige stands sekretær. Han arbejdede ivrigt for at stemme sine kaldsfæller gunstige for enevælden. Til løn blev han året efter biskop i Viborg. Villadsen var en dygtig mand med megen historisk interesse. Han var fader til historikeren Niels Pedersen Slange.